# Rebeca (novela)
Rebeca (título original Rebecca) fue la tercera novela publicada por la novelista inglesa Daphne Du Maurier en 1938.

## Argumento
Tras enviudar por primera vez, Maxim de Winter viaja hasta Montecarlo para olvidar su pasado. Allí se casa con una mujer más joven que él y, tras la luna de miel, regresan a la mansión de campo de los Winter: Manderley. Todo es perfecto hasta que la memoria de la fallecida Rebecca hace mella en el matrimonio.

## Personajes

### Personajes principales
- La Narradora/Mrs. de Winter: una tímida chica joven de clase media. Nunca se desvela su edad exacta ni su nombre, aunque al principio de la trama recibe una carta de Maxim y ella se alegra de que haya escrito bien su nombre, lo cual es "inusual", sugiriendo que su nombre es poco común o complicado, teniendo en cuenta la gran identificación entre autora también podría ser "Daphne".
- Maximilian "Maxim" de Winter: El misterioso y reservado dueño de Manderley. Tras un breve cortejo se casa con la protagonista. Aún está traumatizado por el recuerdo de Rebecca, pero no de la forma en que la protagonista se imagina.
- Mrs. Danvers: La siniestra ama de llaves de Manderley. Danvers fue la niñera de Rebecca y está obsesionada por conservar su memoria. Desde el primer momento muestra su hostilidad contra la protagonista, convencida de que está intentando "ocupar el sitio de Rebeca". Intenta romper el nuevo matrimonio, pero al no conseguirlo se venga de una forma ruin.
- Rebecca de Winter: La esposa muerta, famosa por su belleza y su inteligencia, adorable en apariencia, pero que esconde rasgos de psicópata: mentirosa habitual, encantadora, experta manipuladora, sin remordimientos.

### Personajes secundarios
- Frank Crawley: El esforzado gerente de Manderley. Es el más fiel consejero de Maxim y después de la narradora.
- Beatrice de Winter-Lacy: La enérgica hermana de Maxim. Casada con Giles Lacy. Era de las pocas que sospechaban que Rebeca tenía un lado oscuro.
- Giles Lacy: el simpático y despistado esposo de Beatrice.
- Frith: El silencioso mayordomo de Manderley. Ha trabajado para la familia de Winters desde que Maxim era un niño.
- Clarice: La nueva criada de la narradora, a diferencia de Mrs. Danvers, es amable y servicial.
- Jack Favell: el primo y supuesto amante de Rebeca, maleducado, borracho y jactancioso, su carácter es lo opuesto a Maxim.
- Coronel Julyn: El investigador que se encarga de averiguar la verdad sobre la muerte de Rebeca.

## Inspiración
Algunos críticos notan paralelismos con la novela de Charlotte Brontë Jane Eyre.
Otra de la novelas de du Maurier, La posada de Jamaica, se compara con Cumbres borrascosas (novela). Du Maurier comentó públicamente que se basaba en sus propias memorias de su vida en Cornualles.
Du Maurier admite que su marido estuvo prometido con una bella mujer llamada Jan Ricardo y eso influyó en la gestación de "Rebeca". También sus visitas a Milton Hall, Cambridgeshire hogar de los Wentworth-Fitzwilliam, influyeron en sus descripciones de Manderley.

## Publicación
Du Maurier entregó el manuscrito a su editor, Victor Gollancz, en abril del 1938, este enseguida predijo su éxito y vio que: 'El nuevo libro de du Maurier contiene todo lo que el público quiere.'"

## Premios
En USA, Rebeca ganó el National Book Award como novela favorita de 1938.
En 2003, la novela fue incluida en el puesto 14 de la lista UK survey The Big Read.
En 2017, fue votada como uno de los libros favoritos de los últimos 225 años.

## Filmación
- En ninguno de los libros basados en la historia de Rebeca ("Rebeca" de Daphne Du Maurier y "La Sra. de Winter" de Susan Hill) se menciona el nombre de la narradora, la segunda esposa de Max de Winter, quien es la que cuenta en primera persona el relato.* La obra es una de las más importantes de su generación; Daphne Du Maurier creó toda una escuela con él, por la forma en que la novela fue escrita, utilizando el lenguaje de una manera en la que se mezclan lo intimista, el drama psicológico, la acción y la intriga a partes iguales, junto con una gran belleza literaria.
- Por "Rebecca", Daphne Du Maurier, debió afrontar un juicio por plagio, pues se aseguraba que había copiado el argumento de A Sucessora de Carolina Nabuco
- La cantante irlandesa Enya bautizó su mansión en Dublín como Castillo Manderley, una referencia a la mansión de campo de la novela.
- En psicología, se conoce como Síndrome de Rebeca a la aparición patológica de celos hacía una expareja de la pareja actual. El nombre de este síndrome se toma a partir de esta novela.
- En castellano se denomina rebeca al tipo de chaqueta que llevaba Joan Fontaine en la película, según acepción del Diccionario de la Real Academia Española.